# Quách Thị Hồ
Quách Thị Hồ (11 tháng 6 năm 1909 – 4 tháng 1 năm 2001) là một bậc thầy về ca trù và là danh ca ca trù nổi tiếng. Bà là người đầu tiên đưa tiếng hát ca trù của Việt Nam ra nước ngoài. Năm 1988, bà được phong tặng danh hiệu Nghệ sĩ Nhân dân và là nghệ sĩ ca trù duy nhất nhận được danh hiệu này.

## Tiểu sử
Bà sinh năm 1909 tại làng Ngọc Bộ, xã Long Hưng, huyện Văn Giang, Hưng Yên (trước thuộc tỉnh Bắc Ninh, nơi sản sinh nhiều làn điệu quan họ). Bà sinh ra trong một gia đình có nghiệp đàn hát lâu đời. Mẹ bà cũng là một ca nương có tiếng. Ngay từ nhỏ, bà Hồ đã sống trong tiếng đàn phách, rồi được mẹ truyền nghề đàn hát.
Năm 1930, bà đi ra Hà Nội hát, sau đó làm chủ nhà hát Vạn Thái ở phố Bạch Mai. Bà trở thành đào nương nổi tiếng cùng với bà Nguyễn Thị Phúc. Sau Cách mạng tháng 8, rồi kháng chiến chống Pháp, bà đi hát ở Vĩnh Yên, Phú Thọ, Thái Nguyên.
Năm 1954, hòa bình lập lại ở miền Bắc, bà làm cộng tác viên cho chuyên mục ngâm thơ của Đài Tiếng nói Việt Nam cùng với bà Nguyễn Thị Phúc. Do hoàn cảnh lúc này nghệ thuật ca trù bị coi là tàn dư của chế độ phong kiến cũ nên những đào kép đều từ bỏ nghề Tổ. Năm 1976, Giáo sư Trần Văn Khê từ Pháp trở về Hà Nội và tìm gặp các nghệ nhân ca trù. Tại đây ông đã ghi âm tiếng hát của bà đem đi giới thiệu với thế giới. Năm 1978, Hội đồng Âm nhạc Quốc tế của UNESCO và Viện Nghiên cứu Quốc tế về Âm nhạc đã trao tặng bà bằng danh dự cho công lao "gìn giữ một di sản nghệ thuật truyền thống quý báu của Việt Nam, một vốn quý của nhân loại". Năm 1983, băng ghi âm tiếng hát của bà đại diện cho Việt Nam đã được xếp hạng nhất tại Liên hoan Quốc tế Âm nhạc Truyền thống châu Á ở Bình Nhưỡng (Triều Tiên). Năm 1984, bà tham gia bộ phim tư liệu Nghệ thuật ca trù của đạo diễn Ngô Đặng Tuất và hội ngộ cùng các nghệ nhân khác như Nguyễn Thị Phúc, Nguyễn Thị Hào, Chu Văn Du, Nguyễn Thế Tuất, Phó Đình Kỳ, Đinh Khắc Ban, Phó Thị Kim Đức, Phạm Thị Mùi. Quách Thị Hồ đã trở thành nghệ nhân ca trù tiêu biểu của Việt Nam. Giọng hát của bà đã được Đài tiếng nói Việt Nam thu âm, phát sóng rộng rãi trên sóng phát thanh của Đài. Năm 1988, bà được nhận danh hiệu Nghệ sĩ nhân dân, là nghệ nhân ca trù duy nhất nhận danh hiệu này.
Nghệ nhân Quách Thị Hồ mất năm 2001 tại Hà Nội, hưởng thọ 92 tuổi, khi mất, không có tiêu chuẩn chôn ở nghĩa trang Thanh Tước (nơi an nghỉ của cả ca sĩ Lê Dung) vì không trong biên chế nhà nước (bà là NSND nên được làm đám tang ở Nhà tang lễ quốc gia 5 Trần Thánh Tông, Hà Nội). Con cháu phải mua một mảnh đất vài mét vuông bên nghĩa trang Gia Thuỵ để làm nơi yên nghỉ cho bà.

## Giọng hát và sự nghiệp
Bà sở hữu một giọng hát đặc biệt, cùng tiếng phách điêu luyện đã chinh phục nhiều người thưởng thức. Nhiều người đánh giá giọng hát của bà như:
- "Có người ví tiếng hát của Quách Thị Hồ đẹp và tráng lệ như một tòa lâu đài nguy nga, lộng lẫy, mà mỗi một tiếng luyến láy cao siêu tinh tế của bà là một mảng chạm kỳ khu của một bức cửa võng trong cái tòa lâu đài ấy. Tiếng hát ấy vừa cao sang bác học, vừa mê hoặc ám ảnh, diễn tả ở mức tuyệt đỉnh nhất các ý tứ của các văn nhân thi sĩ gửi gắm trong các bài thơ. - Vũ Khang.[1]
- "Chất giọng khỏe, đanh, sắc như đổ vàng vào tai người nghe, chất giọng đầy uy quyền có thể hiếp đáp được người nghe" - Trần Ngọc Linh.[2]

Một trong những kĩ thuật đặc trưng nhất của bà là kĩ thuật đổ hột hay nảy hạt - một kĩ thuật thường thấy trong xẩm, tuồng và cả quan họ. Giáo sư Trần Văn Khê và Trần Quang Hải cho rằng kĩ thuật đổ hột trong giọng hát của bà là đặc trưng của nghệ thuật hát ả đào. Tuy nhiên Trần Ngọc Linh lại phản bác ý kiến này. Ông cho rằng: kĩ thuật đổ hột hoàn toàn không có trong bất cứ nghệ nhân cũ nào khác, hay cũng không được nhắc đến trong bất kì tác phẩm nghiên cứu nào về ca trù trước đây., điều đó chứng tỏ đổ hột hoàn toàn không phải là kĩ thuật Ca trù. Để giải thích về giọng hát đặc biệt của bà, ông cho rằng đổ hột là yếu tố tự nhiên trong giọng hát của bà, tiếp thu từ người mẹ và giáo phường ở Kinh Bắc - cái nôi của nghệ thuật quan họ. Sau này những cô đầu trong nhóm Ca trù Thái Hà đã bắt chước kĩ thuật này của bà qua những băng ghi âm của bà. Nhóm đã thực hiện nhiều chuyến lưu diễn, thông qua sự giới thiệu của ông Trần Văn Khê, đưa tiếng hát ca trù ra thế giới và những điều này đã gây ra sự nhầm lẫn trong giới nghiên cứu ca trù về kĩ thuật đổ hột.
Trong những năm thập niên 1950 – 1970, nghệ thuật ca trù không có chỗ đứng do bị coi là tàn tích của chế độ phong kiến cũ. Nhiều đào nương kép đàn đã phải bỏ nghề, bỏ Tổ. Nhưng chỉ có bà là người dám tự nhận mình là một cô đào, sống với Tổ và nghề, như câu nói dũng cảm mà bà đã từng nói: "Tôi sẵn sàng đeo biển trước ngực đi trên phố để nói tôi là người hát Ca trù". Năm 1978, khi tiếng hát ca trù lần đầu tiên được vang danh trên thế giới, bà đã được ghi nhận là một trong những nghệ nhân ca trù tiêu biểu. Cũng từ đây, nghệ thuật ca trù đã dần được khôi phục, và được biết đến là một trong những di sản quý báu của Việt Nam và nhân loại. Có thể nói Quách Thị Hồ là người đã có công đóng góp lớn trong việc khôi phục, quảng bá và phát triển nghệ thuật ca trù. Giọng hát của bà cũng được nhiều nghệ sĩ học hỏi như nhóm Ca trù Thái Hòa và nghệ sĩ Thúy Loan.

## Tán thưởng
- Nghệ nhân Quách Thị Hồ và Nguyễn Thị Phúc đã được nhắc tới trong Giai thoại về một chầu hát không tiền khoáng hậu của Thạch Lam (ký tên Hoài Điệp Thứ Lang).[2]
- Nhà thơ Trần Huyền Trân đã viết bài thơ "Sầu chung" để tặng cho bà:

"Tự cổ sầu chung kiếp xướng ca
Mênh mông trời đất vẫn không nhà
Người ơi mưa đấy? Hay sênh phách
Tay yếu gieo lòng xuống chiếu hoa...
Thôi khóc chi ai kiếp đọa đầy
 Tỳ bà tâm sự rót nhau say
Thơ ta gửi tặng người ngâm nhé
Cho vút giọng sầu tan bóng mây".
- Năm bà 76 tuổi, soạn giả Tào Mạt đã viết tặng bà:

Trang tặng Quách Thị Hồ nghệ sĩ
"Bắc cách, Nam phong, cung dữ thương,
Hà Mô lục tuế trại Thu Nương,
Ca trường lạc hội mai tiêu phẩm
Thất bát hồ cầm hựu nhất chương"
dịch là:
Trân trọng tặng nghệ sĩ Quách Thị Hồ
Bắc cách, Nam phong, cung dữ thương
Hà Mô sáu tuổi sánh Thu Nương
Ca tàn, hội vãn hương mai ngát,
Bảy tám hồ cầm lại một chương

## CD, đĩa nhạc
- CD Nghệ sĩ nhân dân Quách Thị Hồ - Đào nương bậc nhất thế kỷ 20 do Viện âm nhạc sản xuất.